# 原ケ崎町
原ケ崎町（はらがさきちょう）は、徳島県阿南市の町名。2014年3月31日現在の人口は148人、世帯数は65世帯。郵便番号は〒774-0008。

## 地理
阿南市の北東部に位置し、北東は辰巳町、東は黒津地町、南は出来町・西路見町、西～北西は住吉町と接する。
地名の由来は、湿原のさきに位置していたことから原ケ崎と呼ばれたと伝わる。

### 河川
- 桑野川（辰巳町との間は派川那賀川）

### 小字
- 居屋敷
- 堤内
- 堀川床
- 本原ケ崎

## 歴史
江戸期から町村制の施行された1889年（明治22年）にかけては那賀郡の村であった。
1889年（明治22年）に同郡富岡村の大字となった。1905年（明治38年）より富岡町の大字となる。1958年（昭和33年）に阿南市が誕生し、現在の町名となる。

## 施設
- アルボ木材工業

## 交通

### 道路
国道
- 国道55号（阿南道路）